# Ламберто Ваннутеллі
Ламберто Ваннутеллі (італ. Lamberto Vannutelli, 24 червня 1871, Рим - 5 квітня 1966, Рим) - італійський адмірал, письменник та мандрівник-дослідник, учасник другої експедиції Вітторіо Боттего у Східній Африці у 1895-1897 роках.

## Біографія
Ламберто Ваннутеллі народився 24 червня 1871 року у Римі. Після закінчення гімназії у 1886 році вступив до Військово-морської академії в Ліворно, яку закінчив у 1891 році у званні гардемарина. Ніс службу на борту броненосця «Реджина Марія Піа», де у 1893 році отримав звання молодшого лейтенанта. Потім служив на борту торпедного крейсера «Мінерва», який базувався в Массауа в Італійському Сомалі. Після повернення до Італії пройшов додатковий курс навчання у Військово-морській академії, який закінчив у 1895 році.

### Експедиція Вітторіо Боттего
Того ж року Ламберто Ваннутеллі написав листа мандрівнику Вітторіо Боттего з проханням взяти участь у його другій експедиції, яка якраз організовувалась. Прохання було задоволене, і Ламберто Ваннутеллі був відряджений у розпорядження Італійського географічного товариства, де йому була поставлена задача вести астрономічні та топографічні спостереження.
3 липня Вітторіо Боттего, Ламберто Ваннутеллі, Карло Чітерні та Мауріціо Саккі вирушили в Массауа, куди прибули 14 липня. 
Експедиція стартувала 4 вересня. 1 жовтня вона досягла Барави, а 14 жовтня - Лугі. Далі експедиція рухалась вздовж річки Ганара, потім вздовж Дави, проникнувши в регіон екваторіальних озер. 8 лютого експедиція повернула від Дави і вирушили до Борану. 8 квітня вона відвідала могилу італійського мандрівника Еудженіо Русполі у Бургі.
На початку травня експедиція досягла озера Чамо на півдні Ефіопії. Через декілька днів було відкрите велике озеро Абая, яке Вітторіо Боттего назвав озеро Маргарита — на честь дружини короля Італії Умберто I, Маргарити Савойської. Пройшовши гори Гоге, 29 червня експедиція досягла берегів річки Омо. 30 серпня мандрівники досягнули озера Рудольф, виявивши, що в цьому озері немає виходів, і тому течія Омо закінчилася там. Продовжуючи рух на захід, до кордону з Суданом, у пошуках витоків правої притоки Нілу, Собату, дослідники були заблоковані ефіопською владою за наказом негуса Менеліка II. Боттего спробував відкрити собі шлях силою, досягнувши відокремленого пагорба Дага-Роба, розташованого поблизу Гідамі, де 17 березня 1897 року на нього напала група озброєних людей. Боттего було вбито, а Ламберто Ваннутеллі і Карло Чітерні потрапили в полон. Інший учасник експедиції, доктор Мауріціо Саккі, який залишив основну групу, оскільки Боттего призначив його супроводжувати великий вантаж слонової кістки та натуралістичних колекцій експедиції до узбережжя, також зазнав нападу і вбитий мародерами 7 лютого 1897 року на березі озера Маргарита.
Тих, хто вижив, було звільнено 6 червня завдяки втручанню майора Чезаре Нерацціні, італійського уповноваженого при дворі Менеліка II. Вони дісталися Аддис-Абеби 22 червня, а потім повернулися до Італії, прибувши до Неаполя 7 серпня. У грудні того ж року негус Менелік II надіслав до Географічного товариства три ящики з документами та колекціями, що становлять великий інтерес, включаючи майже всі записники Боттего. За допомогою цих щоденників, щоденників Саккі, їхніх особистих нотаток Ламберто Ваннутеллі і Карло Чітерні опублікували у 1899 році книгу «Оио. Дослідницька подорож до Східної Африки» (італ. L'Omo. Viaggio d'esplorazione nell'Africa orientale).

### Подальша служба
У вересні 1897 року Ламберто Ваннутеллі отримав звання лейтенанта і до 1899 року ніс службу на борту крейсера «Ельба», що перебував на Далекому Сході. Після повернення до Італії ніс службу на борту крейсера «Ломбардія» до 1900 року, потім ніс службу в генеральному штабі флоту. У 1903 році одружився з Елізою Карра (італ. Elisa Carra).
Протягом 1904-1907 років здійснив ще 2 подорожі до Малої Азії, про що згодом написав декілька книг та статей.
Після повернення на військову службу Ламберто Ваннутеллі командував міноносцями «Ніббіо», потім «Канопо». У 1910 році отримав звання капітана III рангу і командував дивізіоном міноносців. Під час італійсько-турецької війни (1911-1912) командував допоміжним крейсером «Чітта ді Катанія». У 1913 році отримав звання капітана II рангу і був заступником командира крейсера «Сан-Джорджо».
На момент вступу Італії у Першу світову війну 24 травня 1915 року перебував на службу і військово-морському командуванні в Таранто. У вересні того ж року був призначений командиром есмінця «Карабіньєре», потім есмінця «Есперо», і зрештою - командувачем дивізіону есмінців. У 1917 році отримав звання капітана I рангу і був призначений військово-морським аташе у США. Перебував на цій посаді до кінця війни, після чого був призначений у міністерство військово-морських сил, де служив у департаменті Корпусу королівських військово-морських екіпажів (італ. Corpo regi equipaggi marittimi, CREM).
У 1923 році став членом Вищої ради військово-морських сил (італ. Consiglio superiore della Marina) та був призначений спеціальної допоміжної служби. У 1926 році отримав звання контрадмірала. Того ж року вийшов у відставку у званні дивізійного адмірала у зв'язку з досягненням граничного віку служби.
У 1930-ті роки працював в англійському інвестиційному банку Barclays.
Помер у Римі 5 квітня 1966 року.

## Нагороди

### Італійські
- Срібна медаль «За військову доблесть»
- Хрест «За військові заслуги»
- Командор Ордена Корони Італії
- Офіцер Ордена Святих Маврикія та Лазаря
- Великий офіцер Колоніального ордена Зірки Італії

### Іноземні
- Медаль «За видатні заслуги» ВМС США

## Твори
- L'Omo. Viaggio d'esplorazione nell'Africa orientale, con Carlo Citerni, Ulrico Hoepli, Milano 1899.
- In Anatolia; rendiconto di una missione de geografia commerciale inviata dalla Società geografia italiana, aprile-agosto 1904. I vilajet settentrionali, Società geografica Italiana, Roma, 1905.
- Anatolia meridionale e Mesopotamia; rendiconto di una missione di geografia commerciale inviata dalla Società geografica italiana, maggio-dicembre 1906, Società geografica Italiana, Roma, 1911.
- L'enigma di Elisina Carra e la sua vita intima (1875–1950), Tipografia Ferri, Roma, 1951.
- Sguardo retrospettivo sulla mia vita nella Marina, Tipografia Ferri, Roma, 1959.
- La seconda spedizione Bottego nell'Africa Orientale, con Carlo Citerni, in Memorie della Società Geografica Italiana, volume VIII, parte II, Roma, 1898, pp. 199–223.
- Intorno all'ultima spedizione Bottego, Conferenza del tenente di Vascello L.V., in Atti del Terzo Congresso Geografico Italiano tenuto in Firenze dal 12 al 17 aprile 1898, volume primo, Firenze, Tipografia di M. Ricci, 1899, pp. 221–236.
- L'Ullaga e l'industria mineraria, Bollettino della Società Geografica Italiana, Roma, 1903.